# Ulota japonica
Ulota japonica är en bladmossart som beskrevs av Mitten 1891. Ulota japonica ingår i släktet ulotor, och familjen Orthotrichaceae. Inga underarter finns listade i Catalogue of Life.